# Chersotis subrectangula
Chersotis subrectangula är en fjärilsart som beskrevs av Otto Staudinger 1871. Chersotis subrectangula ingår i släktet Chersotis och familjen nattflyn. Inga underarter finns listade i Catalogue of Life.